# Buenavista del Norte
Buenavista del Norte és un municipi de l'illa de Tenerife, a les illes Canàries.

## Economia
L'economia de Buenavista aquesta basada històricament en l'agricultura. L'explotació turística, impulsada per l'activitat de tot l'arxipèlag, està canviant aquesta base econòmica passant a ser el turisme la major font d'ingressos dels habitants del municipi.
- Sector primari, base històrica de l'economia del municipi centrat en l'agricultura i en la ramaderia de subsistència. L'activitat agrícola ha donat lloc a racons com El Palmar, Las Lagunetas, Las Portelas i els caserius de Masca, Los Carrizales i Teno Alto.
- Sector secundari, pràcticament inexistent. Únicament hi ha alguna activitat artesanal i els serveis tendents al manteniment primari de les instal·lacions.
- Sector de serveis, el nou motor econòmic del municipi centrat en el turisme i en l'explotació dels recursos naturals i socials.

## Història
Buenavista del Norte és un dels pocs municipis de Canàries que compta amb Acta Fundacional pròpia, datada en 1513. Però està constatat documentalment que l'11 de març de 1498 ja Buenavista tenia identitat pròpia, car Alonso Fernández de Lugo en aquesta data va cedir a Diego de Cala unes terres situades en La Fuent del Cuervo, lloc de Buenavista. En 1501, part de les seves terres i la mateixa Fuente del Cuervo van passar a les mans d'altre personatge transcendental: Juan Méndez el Vell, el qual va fundar la hisenda anomenada de la Fuente, a partir de la qual es va articular la distribució del poblament urbà de Buenavista. L'expansió del petit caseriu no va trigar a portar-se a terme i en el nou traçat l'origen andalús de molts dels seus habitants quedava ben palès. Tal és el cas de la creació del barri de Triana, que vindria a recordar al més famós de Sevilla. No obstant això, l'aportació poblacional més important tenia origen lusità, i així ho demostra el fet que el primer llibre parroquial, començat en 1512, aparegui escrit en portuguès. La construcció de l'Església de Nostra Senyora dels Remeis vindria a reforçar la identitat del nou nucli de població.